# 슈퍼블로거
《슈퍼블로거》는 대한민국의 MBC에서 제작 · 방송한 심야 시간대인 블로거들의 이야기를 나누는 토크 프로그램이다.

## 진행자
- 호란

## 방송 회차

### 2011년
| 회차 | 방송일   | 부제                                                | 비고 |
| ---- | -------- | --------------------------------------------------- | ---- |
| 1    | 6월 3일  | 슈퍼블로거의 비밀 - 맛객의 맛있는 인생              |      |
| 1    | 6월 3일  | 꼬꼬블 - 고교얄개의 극과극 세상구경                 |      |
| 2    | 6월 10일 | 슈퍼블로거의 비밀 - 바이크 타는 여자 맴밥           |      |
| 2    | 6월 10일 | 꼬꼬블 - 캣맘 탐구생활                              |      |
| 3    | 6월 17일 | 슈퍼블로거의 비밀 - 오디오 마니아 황준              |      |
| 3    | 6월 17일 | 꼬꼬블 - 빵 블로거들의 유쾌한 이야기, 빵빵한 블로그 |      |
| 4    | 6월 24일 | 테마파크 전문 블로거 - 김혁                         |      |
| 5    | 7월 1일  | 외국어 블로거- 선현우 편                            |      |
| 5    | 7월 1일  | 꼬꼬블 - 블로그왕국, 프로와 아마추어                |      |
| 6    | 7월 8일  | 남성 화장품 블로그 - 김한균                         |      |
| 6    | 7월 8일  | 꼬꼬블 - 꾸미기 달인들, <데코 종결자>               |      |
| 7    | 7월 15일 | 그림 블로거 - 선동기 편                             |      |
| 7    | 7월 15일 | 꼬꼬블 - 셀프네일 전파한 "샨의 네일스쿨"            |      |
| 8    | 7월 22일 | 모터 블로그 - 장진택                                |      |
| 8    | 7월 22일 | 꼬꼬블 - 블로그로 인생의 "빛"을 보다!               |      |
| 9    | 7월 29일 | 차일드로거 - 권상우                                 |      |
| 9    | 7월 29일 | 꼬꼬블 - 종이의 재발견                              |      |
| 10   | 8월 5일  | 홈 데코 디자이너 - 김화희                           |      |
| 10   | 8월 5일  | 83세 황규광 VS 83년생 캐주얼 라이딩의 무한도전      |      |
| 11   | 8월 12일 | 대중음악 블로거 – 서용훈                            |      |
| 11   | 8월 12일 | 꼬꼬블 - 별별 리뷰                                  |      |
| 12   | 8월 19일 | 영화블로거 - 황홍선                                 |      |
| 12   | 8월 19일 | 꼬꼬블 - 필기구 활용 블로그                         |      |
| 13   | 8월 26일 | 일러스트레이터 - 밥장                               |      |
| 13   | 8월 26일 | 꼬꼬블 - 열열 블로그                                |      |
| 14   | 9월 2일  | 공사판 박씨 아저씨 - 박경원                         |      |
| 14   | 9월 2일  | 꼬꼬블 - 스폐셜 레시피                              |      |
| 15   | 9월 16일 | 대중문화 평론가 바람나그네 - 김영삼                 |      |
| 16   | 9월 23일 | 연애 블로거 라이너스 - 김종오                       |      |